# Massacres de Jogisho et Palsha
Les massacres de Jogisho et Palsha étaient des massacres prémédités des bengalis hindous dans les villages de Jogisho et Palsha dans la région de Durgapur de la division Rajshahi. Le massacre a eu lieu le 16 mai 1971 par l’armée pakistanaise et ses collaborateurs qui s’appellent les razakars, au cours de la guerre de libération du Bangladesh,,. Selon des sources, 42 hindoues ont été tués par eux,,,,.

## Contexte
Les villages de Jogisho et Palsha  sont situés dans l’Union Deluabari d’unité administrative Durgapur de la division de Rajshahi, dans l’Ouest du Bangladesh. Les deux villages ont une population considérable d’hindous. En 1962, des émeutes entre musulmans et hindous ont éclaté dans le village de Darusa de l’unité administrative Paba, dans la division de Rajshahi. Certains émeutiers avaient attaqué le village de Jogisho et endommagé cinq à six maisons des hindous. Après les attaques, un comité de paix a été créé, qui comprenait des représentants de deux communautés, afin de prévenir d’autres attaques.

## Événements
Tôt, le matin du 16 mai 1971, six véhicules de l’armée pakistanaise sont arrivés au village de Jogisho, avec des razakars des villages adjacents. Lorsque les soldats sont arrivés, les hindous se sont cachés dans la végétation dense, à proximité. Dirigés par le maître de poste Abdul Qader, les razakars ont leurré les villageois hors de la forêt. Ensuite, ils ont amené les villageois à l’école primaire de Jogisho et séparé les hindous des musulmans,,.
Par la suite, les soldats ont emmené 42 hindous dans une cabane isolée et ils les ont frappés avec les crosses d' armes. Un peu plus tard, ils les ont tués avec leurs armes automatiques. Les soldats pakistanaise et les razakars ont volé les objets de valeur, et ils les ont enterré dans un étang. En sortant, les soldats pakistanaise et les razakars ont pillé les maisons des victimes,,.
Dr M. A. Hassan a documenté les témoignages de veuves et de survivants dans son livre intitulé 'Yuddha o Nari' (litt. La guerre et une Femme),. Les veuves, qui ont été mentionnées dans le livre, ont raconté comment leurs maris et leurs enfants ont été emmenés par les razakars sous prétexte d'un ''comité de paix'', seulement pour être remis à l'armée pakistanaise. Ceux qui ont réussi à échapper à ce piège, se sont cachés dans la végétation jusqu’à la tombée de la nuit. Ensuite, les survivants ont pris tout ce qu'ils avaient laissé et ont émigré en Inde. Aujourd'hui, certaines veuves sont encore en vie, et elles vivent encore dans les villages de Jogisho et Palsha. 

## Après l'incident
En 1996, le conseil de la division de Rajshahi ont acquis environ 200 mètres carrés de terrain autour de la fosse commune de Jogisho, pour la maintenance du cet site. La superficie du site était emmurée et une plaque, qui a les noms des victimes, a été érigée. Par la suite, un autre monument a été érigé à l’intérieur des murs. En 2006, certains restes des victimes ont été découverts. Les restes demeurent non identifiés donc ils n'ont pas obtenu les derniers rites. Selon certains rapports, les veuves n'avaient pas reçu leurs pensions,.
Un homme politique du Awami League qui s'appelle Rustam Ali avait acquis une terre à côté du site de la fosse commune. En 2008, après avoir été élu vice-président de Awami League de l'union de Naopara, Ali a occupé le site de la fosse commune et il a détruit le monument commémoratif. Au lieu de cela, Ali a érigé une khanqah sharif, qui est le lieu de vie de mystiques musulmans, et c’est dédié pour Tayyab Ali de Natore. Il l'a nommé "Shah Sufi Hazrat Tayyab Ali Khanqah Sharif". Un rassemblement religieux s'y tient chaque jeudi soir et les disciples fument du chanvre. Après que les locaux hindous aient protesté contre l'occupation du mémorial, Rustam Ali a placardé une plaque commémorative sur le mur de la khanqah sharif,,.